# Хильдбургхаузен (район)
Хильдбургхаузен (нем. Hildburghausen) — район в Германии. Центр района — город Хильдбургхаузен. Район входит в землю Тюрингия. Занимает площадь 937,38 км². Население — 70 612 чел. Плотность населения — 75 человек/км².
Район подразделяется на 43 общины.

## Города и общины
Города
1. Хильдбургхаузен
2. Шлойзинген
3. Айсфельд
4. Темар
5. Бад-Кольберг-Хельдбург
6. Рёмхильд
7. Уммерштадт

Общины
1. Ауэнгрунд
2. Бокштадт
3. Брюнн
4. Глайхамберг
5. Массерберг
6. Заксенбрунн
7. Шлойзегрунд
8. Штрауфхайн
9. Файльсдорф

Объединения общин
Управление Фельдштайн
1. Альштедт
2. Байнерштадт
3. Бишофрод
4. Дингслебен
5. Эренберг
6. Айхенберг
7. Гриммельсхаузен
8. Груб
9. Хенфштедт
10. Клостер-Фесра
11. Ленгфельд
12. Марисфельд
13. Оберштадт
14. Ройрит
15. Шмеэим
16. Санкт-Бернхард (Тюрингия)

Управление Глайхберге
1. Хайна
2. Мендхаузен
3. Мильц
4. Рёмхильд
5. Вестенфельд

Управление Хельдбургер-Унтерланд
1. Бад-Кольберг-Хельдбург
2. Гомпертсхаузен
3. Хеллинген
4. Шлехтзарт
5. Швайкерсхаузен
6. Уммерштадт
7. Вестхаузен

## Достопримечательности
- Замок Хельдбург